# Anabaena azollae
Anabaena azollae és una espècie de cianobacteri filamentós fotòtrof. Té dos tipus de cèl·lules interdependents. El primer tipus és circular fototòfic i vegetatiu que fa fotosíntesi oxigènica i és de color verd blavenc. El segon tipus és heterocist més gran i més pàl·lid que fa la fixació del nitrogen atmosfèric. A. azollae, encara que pot viure sola, normalment es troba dins cavitats ovoides de les falgueres del gènere Azolla en relació de simbiosi a qui proporciona nitrogen i per això Azolla és un bon adob verd en el cultiu de l'arròs. A. azollae és un organisme model per a l'estudi de la diferenciació genètica en la formació d'heterocists.